# Drage (Steinburg)
Drage (niederdeutsch: Draag) ist eine Gemeinde im Kreis Steinburg in Schleswig-Holstein.

## Geografie

### Geografische Lage
Das Gemeindegebiet von Drage erstreckt sich im Naturraum Heide-Itzehoer Geest (Haupteinheit Nr. 693) 5 km südöstlich von Schenefeld. Die  Bäche Bekau, Schönbek, Nonnenbach und Rolloher Bek fließen im Gemeindegebiet.

### Gemeindegliederung
Die Gemeinde gliedert sich siedlungsgeografisch in mehrere Wohnplätze. Zur Gemeinde gehören die namensgebende Dorflage, die Häusergruppen Brömsenknöll, Dragerborn, Hansch, Schäferei, Tiergarten und Wischhof, außerdem die Hofsiedlungen Ellernbrook und Haus Drage, sowie die Haussiedlungen Drage, Forsthaus und Stammhof.

### Nachbargemeinden
Unmittelbar an Drage grenzende Gemeindegebiete sind:
| Pöschendorf        | Looft, Peissen                              |                |
| Kaisborstel, Kaaks | Kompassrose, die auf Nachbargemeinden zeigt |                |
|                    | Hohenaspe                                   | Hohenlockstedt |

## Geschichte

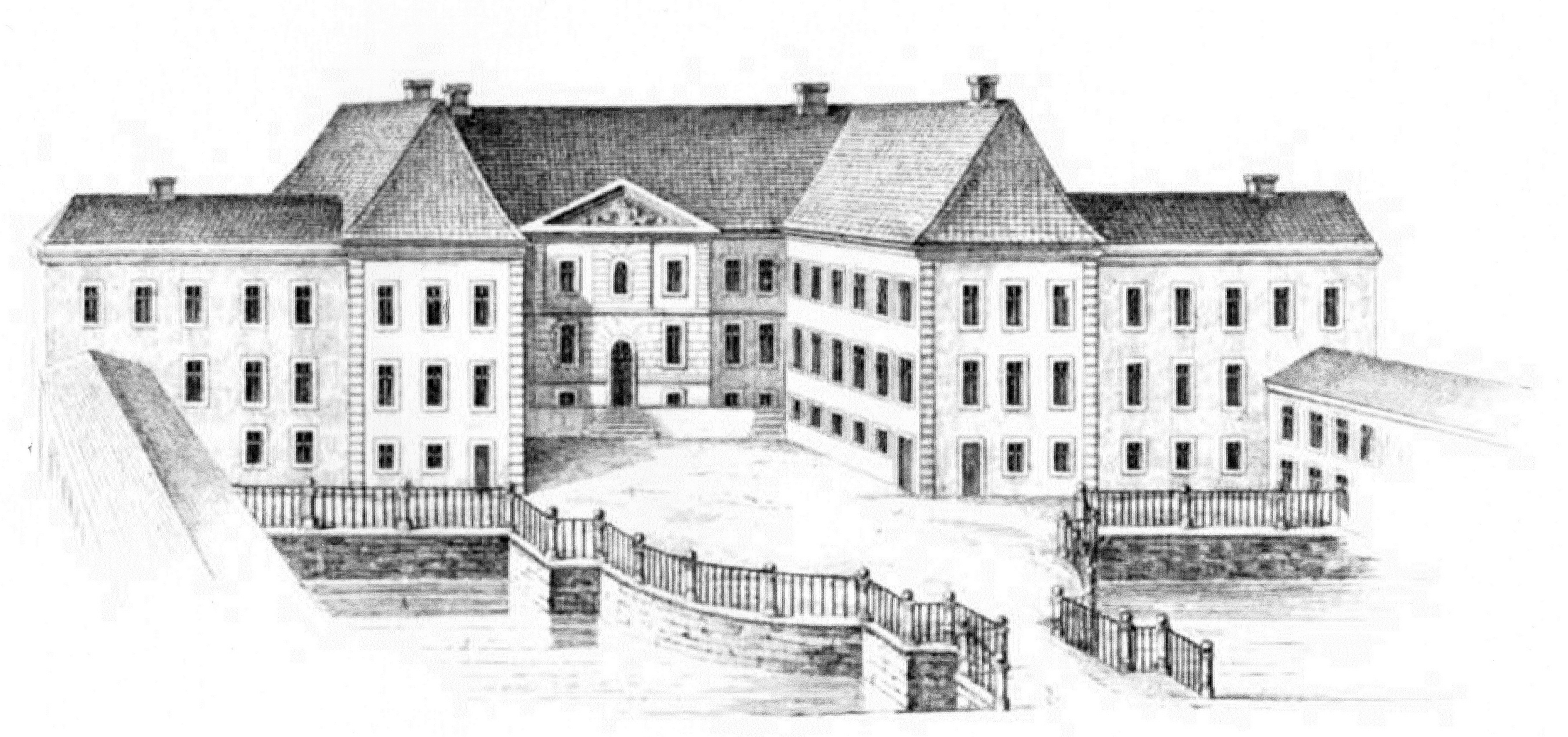
Das alte Gut Drage

Der Name der Gemeinde bedeutet wohl schmales, von einem Bach durchzogenes Tal.
Das Gut Drage gehörte seit 1306 verschiedenen Adelsgeschlechtern, unter anderem den Krummendieks, den Sehestedts, den Ahlefeldts und den Rantzaus. Nach der Ermordung von Christian Detlev zu Rantzau im Jahre 1721, die von seinem Bruder Wilhelm Adolf Rantzau angestiftet wurde, welcher hierfür lebenslange Kerkerhaft erhielt, wechselte das Gut in den Besitz des dänischen Königs.
Markgraf Friedrich Ernst von Brandenburg-Kulmbach, der Schwager des dänischen Königs, erhielt das Gut als Vermächtnis, und errichtete 1745 das Schloss Friedrichsruh, von dem heute nichts mehr erhalten ist, da es 1787 abgebrochen wurde. Das Gut blieb bestehen und kam später wieder als "Stammhof Drage" in den Besitz der Rantzaus, für die verschiedene Verwalter das dazugehörige Land mit Verpachtungen verwalteten. Im 20. Jahrhundert kam es in den Besitz der Familie von Bassewitz, die in die Familie eingeheiratet hatten. Zuletzt gehörte es der Carola von Bassewitz, die 2019 starb und den Stammhof Drage ihren Neffen hinterließ. 

## Politik

### Gemeindevertretung
Bei der Kommunalwahl am 14. Mai 2023 wurden insgesamt neun Sitze vergeben. Diese fielen erneut alle an die Allgemeine Drager Wählergemeinschaft. Die Wahlbeteiligung betrug 74,9 %.

### Wappen
Blasonierung: „Unter einem goldenen Zinnenschildhaupt durch einen schmalen silbernen Wellenbalken von Grün und Blau geteilt. Oben zwei fächerförmig gestellte goldene Haferrispen zwischen drei goldenen Buchenblätter, unten ein silbernes Boot mit seitlichem Steuerruder.“
Das silberne Boot im blauen Wappenfuß weist darauf hin, dass die Gemeinde einst Stapelplatz war. Das silberne Band der Bekau trennt den Fuß vom Hauptfeld, dessen Farben Gold und Grün auf die Landwirtschaft hinweisen.
Land- und Forstwirtschaft, die immer noch die Gemeinde prägen, sind durch drei goldenen Buchenblätter und zwei goldene Haferrispen dargestellt. Das goldene Schildhaupt erinnert an das Schloss Friedrichsruh in Drage, das trotz seiner kurzen Geschichte prägend auf die Region gewirkt hat. Die drei Zinnen, welche Hauptfeld und Schildhaupt voneinander trennen, weisen auf die drei Ortsteile Schäferei/Dorfstraße, Hansch und Tiergarten hin, welche aus dem einstigen adligen Gut Drage hervorgegangen sind.

## Verkehr
Durch das Gemeindegebiet von Drage führt die Kreisstraße 71 des Kreises Steinburg.

## Persönlichkeiten
- Ernst Christian Trapp (1745–1818), wurde 1745 auf Gut Friedrichsruhe geboren und war der erste deutsche Inhaber eines Lehrstuhls für Pädagogik.
- Otto Peltzer (1900–1970), auch „Otto der Seltsame“ genannt, war ein deutscher Journalist, Lehrer, Leichtathlet und Trainer.

## Bilder

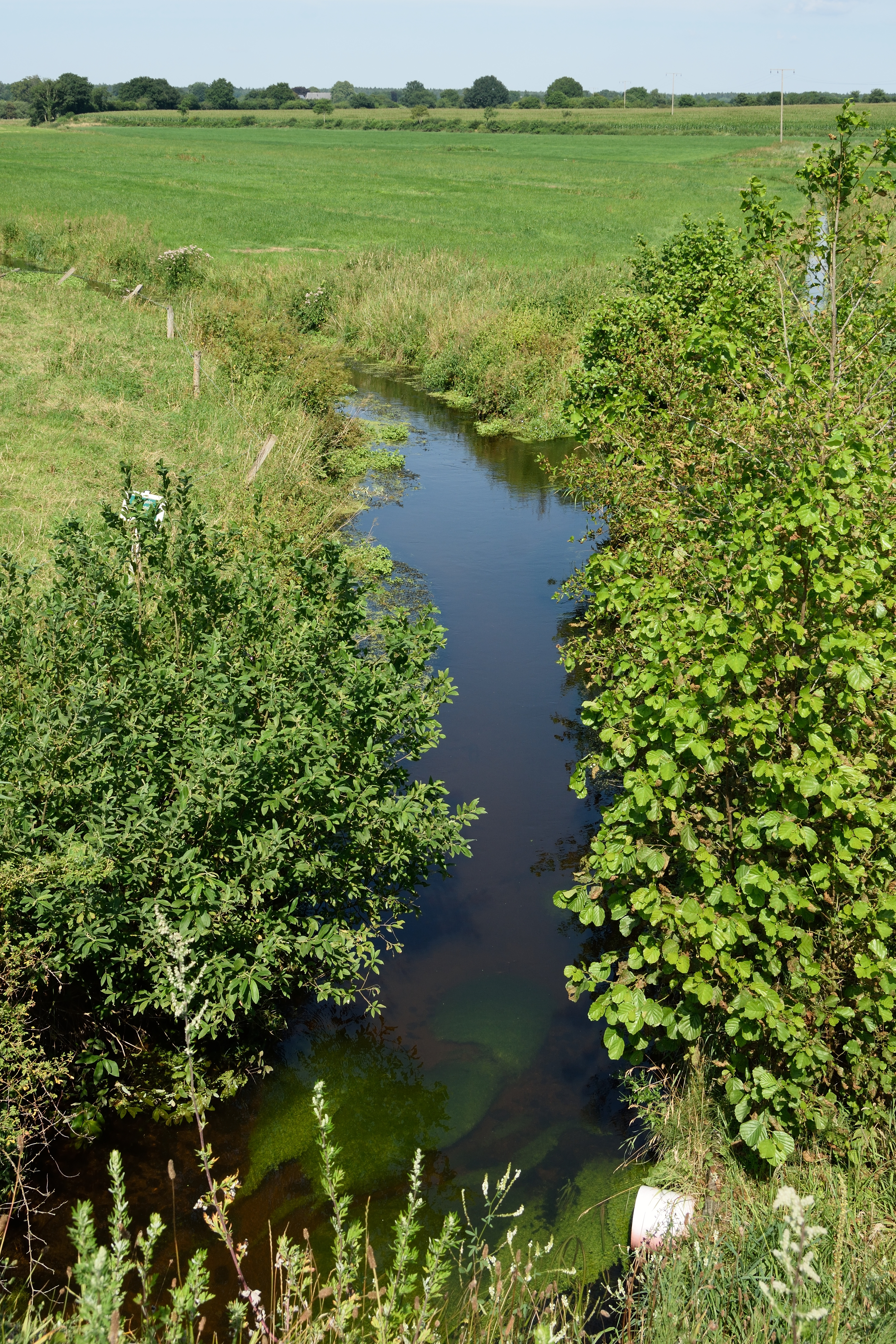
Die Bekau
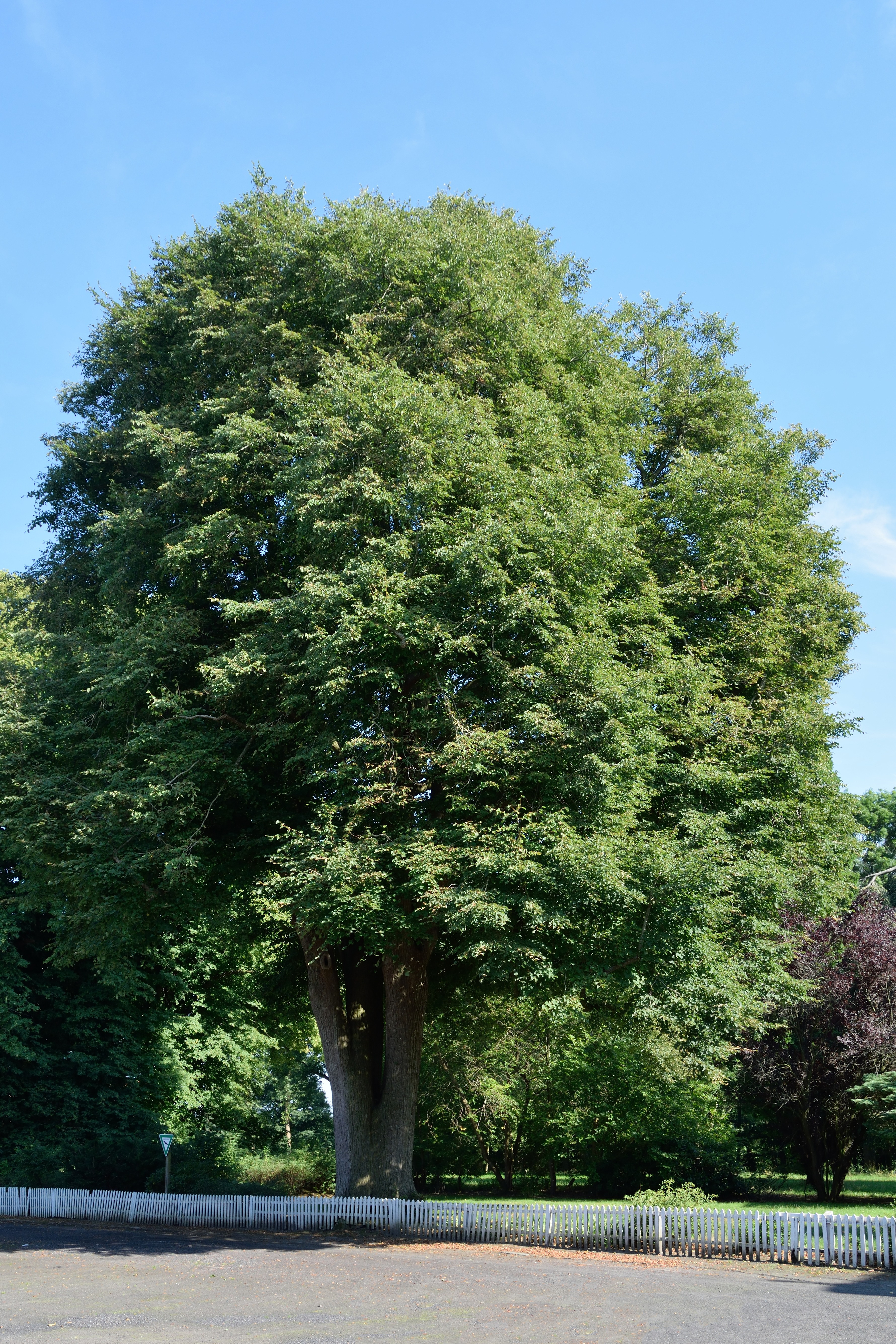
Dieses Naturdenkmal ist die stärkste Linde im Kreis Steinburg
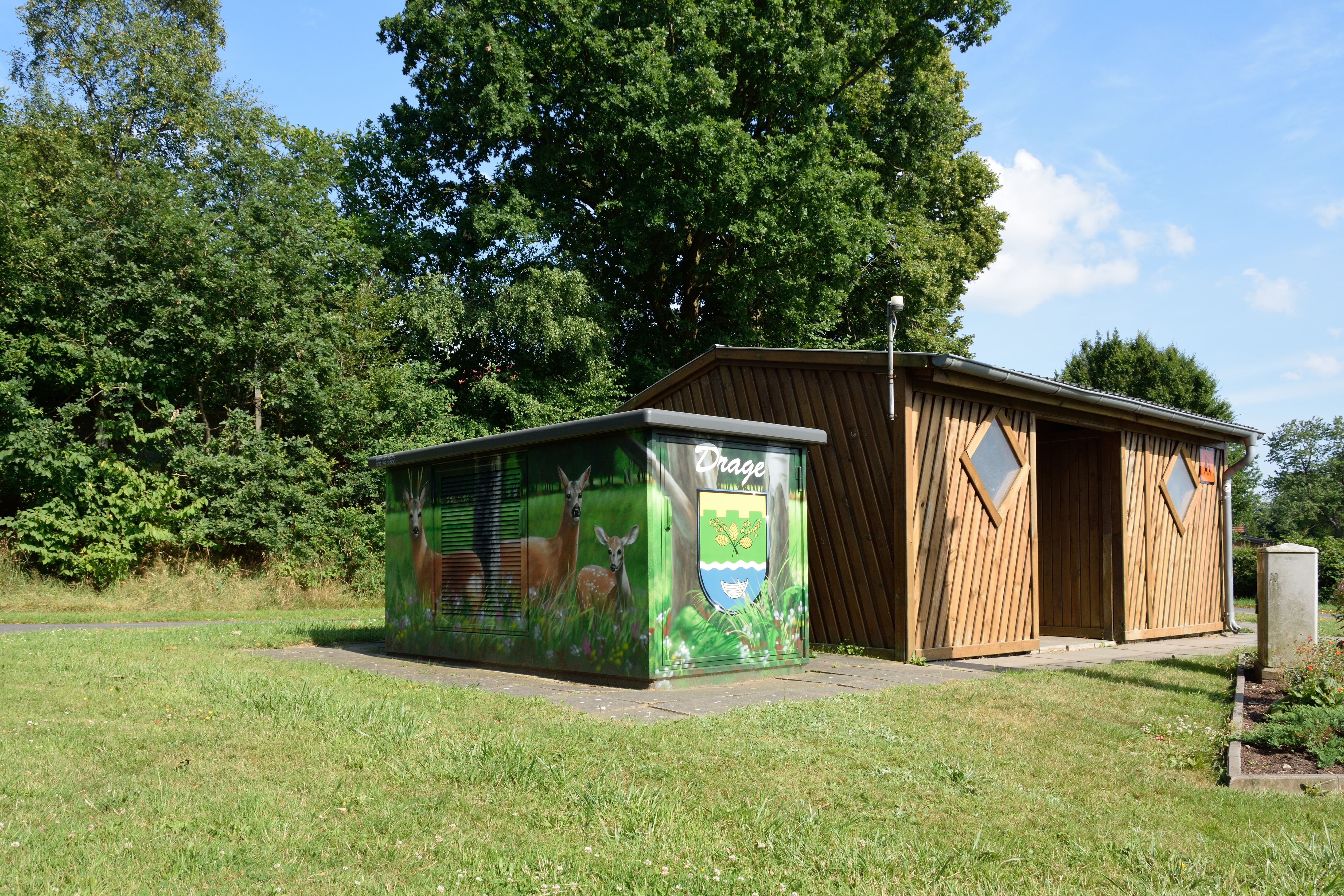
Bemalter Transformatorenkasten
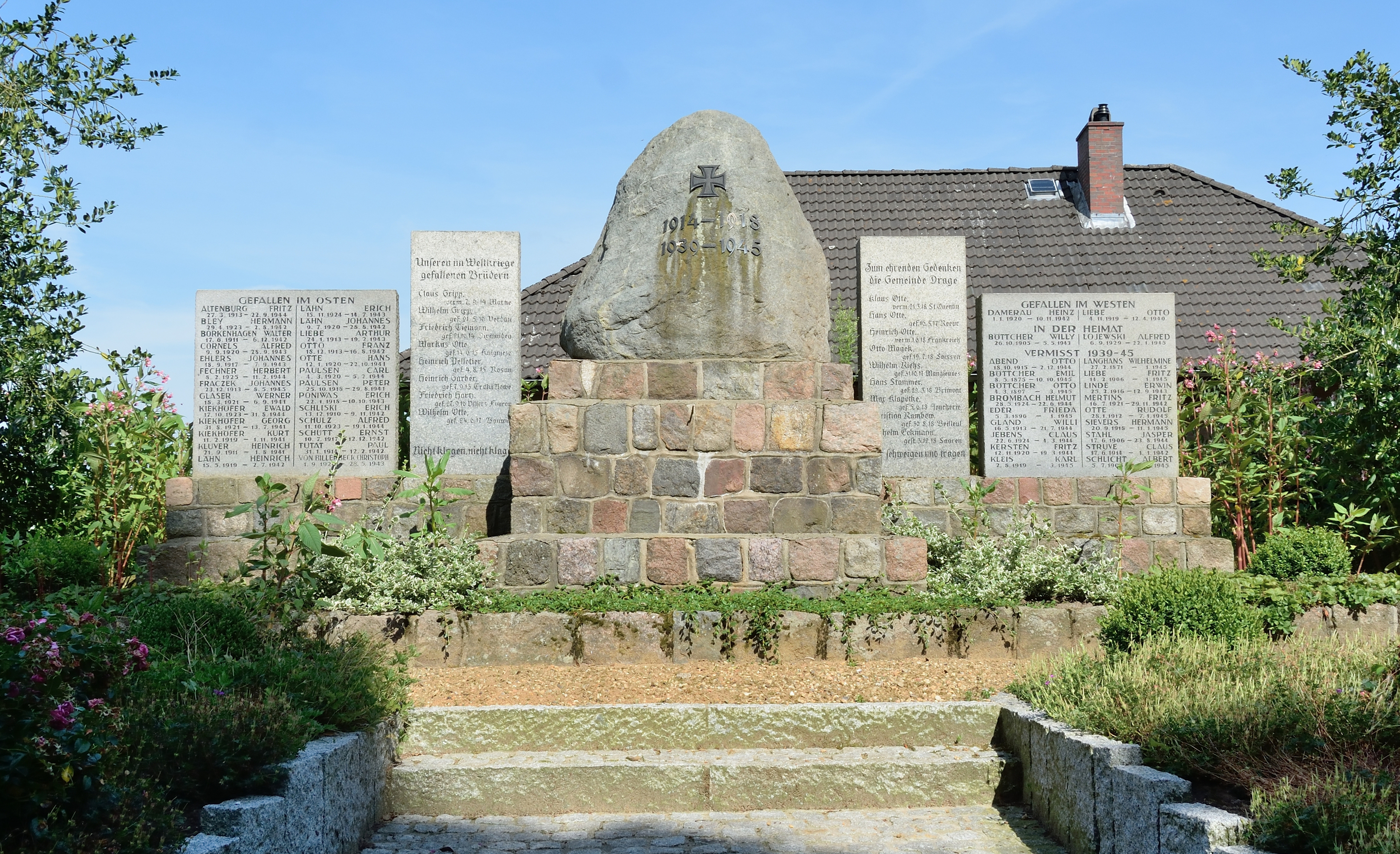
Ehrenmal in Drage